# Förstapersonsperspektiv
| Förstapersonsperspektiv |
| --- |
| - Betydelse – dramaturgisk teknik med en handling berättad ur ett subjektivt perspektiv - Syfte – förtydliga berättarens perspektiv och stärka identifikationen och närvarokänslan - Relaterade begrepp – gonzojournalistik, gonzopornografi, jagroman, förstapersonsskjutare, subjektiv kamera |

Förstapersonsperspektiv är en term som vanligtvis används inom litteratur-, film- och datorspelsammanhang. Det uppstår när åskådaren (läsaren) upplever det som händer i filmen eller spelet genom någon av rollfigurernas ögon. Inom film kallas det också subjektiv kamera.
Inom litteraturen representeras förstapersonsperspektiv av berättelser i jag-form, där den person som berättar handlingen är berättarjaget. Oftast begränsas berättelsen till vad "jag" är med om eller får veta. I annat fall rör det sig om stilgreppet opålitlig berättare. Det kan till exempel vara att berättaren är ett naivt barn och det är tänkt att den vuxna publiken ska läsa mellan raderna och förstå vad som egentligen händer. I romanen American Psycho har berättarjaget vanföreställningar, medan stumfilmen Dr. Caligaris kabinett slutar med att publiken får veta att allt är berättarjagets hallucinationer.

## I olika medier

### Datorspel
I ett datorspel syftar förstapersonsperspektivet till att öka spelarens närvarokänsla. Denna teknik används i huvudgenren förstapersonsskjutare (FPS).

### Film (subjektiv kamera)
Filmtermen subjektiv kamera syftar på klipp i en film/video som är tänkta att upplevas som om det som visas ses genom någon annan persons ögon. Det kan till exempel vara en av rollfigurerna som är med i filmen, och kameran ska i så fall vid något tillfälle ha placerats där rollfigurens ögon för tillfället befinner sig. Sådana scener ofta in med en handhållen kamera.
För att klippet ska verka övertygande kan man ta hjälp av föregående och/eller nästkommande klipp i filmen. Vad som visas i det föregående/nästkommande klippet är viktigt för att det ska verka trovärdigt och upplevas på ett övertygande sätt. Därmed uppstår ett beroende av vilka föremål eller personer som finns i rollfigurens omgivning och deras placering i förhållande till varandra, de bör visas i bild på det sätt som den berörda rollfiguren troligast skulle ha upplevt sin omgivning med sina egna ögon.
Man kan också låta de subjektiva klippen i filmen avsiktligt skilja sig åt från de övriga genom att ge dem en annan färgton. Den kan även ges känslan av att vara något rörligare än de övriga klippen, genom att med avsikt använda sig av en något ostadigare kamera eller snabbare kamerarörelser.

### Pornografisk film

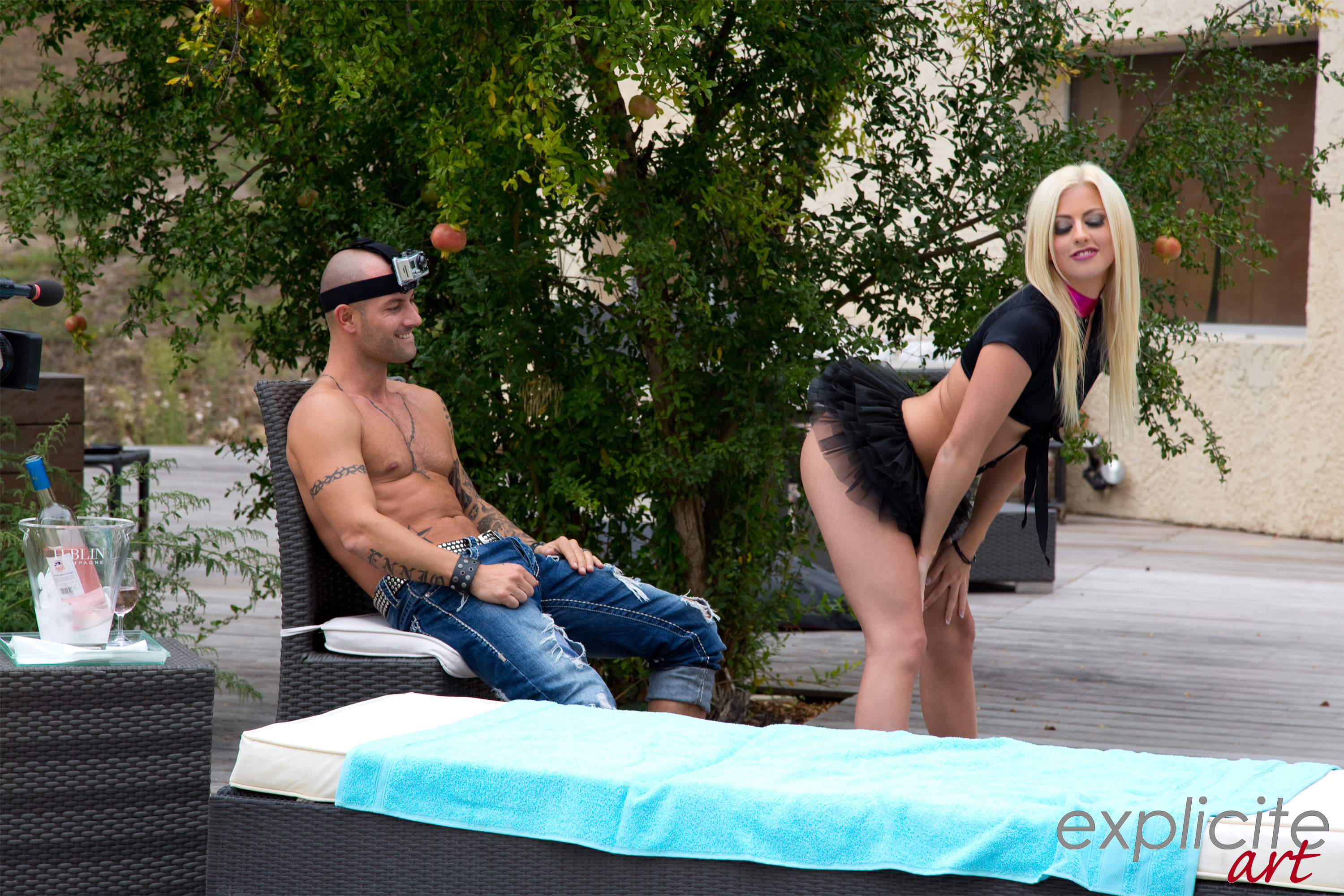
Från inspelning av Gonzo mode d'emploi – se den lätta kameran på mannens huvud till vänster.

Inom pornografisk film används begreppet gonzo (myntat efter gonzojournalistik) för att beskriva en scen där kameran visar scenen utifrån någon av skådespelarna och dennas synvinkel; detta gör att konsumenten lättare kan identifiera sig med denna rollfigur. Inom kommersiell hårdpornografi är det oftast en manlig rollfigur – i samspel med en kvinnlig rollfigur – som identifieras med. Detta minskar distansen mellan konsumenten och den drömda kvinnan i scenen, och kameran kan koncentrera sig på hennes ansiktsuttryck och hennes blick in i kameran.